# Clifford (West Yorkshire)
Clifford is een civil parish in het bestuurlijke gebied City of Leeds, in het Engelse graafschap West Yorkshire. De civil parish telt 1.641 inwoners.